# Femme
Femme is een voornaam voor zowel meisjes/vrouwen als jongens/mannen. Daarnaast is het een begrip uit de lesbische subcultuur om lesbiennes met opvallend feminiene eigenschappen of presentatie te onderscheiden van meer masculiene lesbiennes, zie butch en femme.

## Herkomst van de voornaam
Er zijn twee verklaringen over de herkomst van de voornaam:
- De naam is mogelijk afgeleid van het Germaanse Fredmar of Fredemar, dat "vermaard door vrede" of "beroemde beschermer" betekent.
- De naam is mogelijk afgeleid van het Friese woord feame (meisje). Deze naam komt ook voor in de vormen Femmigje, Femke en Famke.

## Betekenis van het woord 'femme' in de heraldiek
Als bijzonder symbool van een huwelijk vinden we in de heraldiek, met name bij kastelen, adellijke huizen en rouwborden, zogenaamde alliantiewapens waarbij beide familiewapens worden weergegeven. De echtelieden worden in de heraldiek femme en baron genoemd, onafhankelijk van hun werkelijke adellijke rangen.

## Bekende naamdragers
Bekende personen met de voornaam Femme:
- Femme Gaastra, Nederlands historicus en professor maritieme geschiedenis
- Femme Taken, oprichter van Tweakers.net

Bekende personen met de voornaam Famke:
- Famke Janssen, Nederlandse actrice
- Famke Louise, Nederlandse vlogger, model en zangeres

Bekende personen met de voornaam Femke:
- Femke Bakker, actrice
- Femke Beuling, schaatser
- Femke Boersma, actrice
- Femke Bol, nederlandse atlete
- Femke Dekker, roeister
- Femke Gerritse, wielrenner
- Femke Halsema, burgemeester van Amsterdam en oud-partijleider van GroenLinks
- Femke Heemskerk, nederlandse zwemster
- Femke Kok, nederlandse langebaanschaatser
- Femke Kooijman, hockeyster
- Femke Lakerveld, actrice
- Femke Markus, langebaanschaatser
- Femke van der Meij, atlete
- Femke Meines, zangeres
- Femke Merel van Kooten-Arissen, politica
- Femke Mossinkoff, schaatser
- Femke Pluim, atlete
- Femke Stoltenborg, volleybalster
- Femke de Walle, presentatrice en muzikant
- Femke Wolting, programmamaakster, directeur van Submarine
- Femke Wolthuis, nieuwslezeres

## Voetnoten
1. ↑  Zie: Slater, Blz. 114.